# Slay the Dragon
Slay the Dragon ist ein US-amerikanischer Dokumentarfilm aus dem Jahr 2019 von Chris Durrance und Barak Goodman und wurde von Magnolia Pictures produziert.

## Handlung
Die Doku handelt von Gerrymandering in der US-amerikanischen Politik, insbesondere von der Operation REDMAP der Republikanischen Partei, und den Auswirkungen auf die US-amerikanischen Politik.

## Veröffentlichung
Der Film feierte am 27. April 2019 in den USA auf dem Tribeca Film Festival seine Premiere. Außerdem lief er am 11. Juni 2019 auf dem Biografilm Festival in Italien und am 25. Oktober 2019 auf dem Virginia Film Festival.

## Kritik
Der Film wurde auf Rotten Tomatoes von allen 49 Kritikern positiv bewertet. Die durchschnittliche Bewertung liegt bei 7,7 von 10 möglichen Punkten.
Owen Gleiberman von der Variety urteilte: „Slay the Dragon is the most important political film of the year, and it may prove to be one of the key political films of the decade.“